# Gabriel Bonnot de Mably
Gabriel Bonnot de Mably (14. březen 1709, Grenoble – 2. duben 1785, Paříž) byl francouzský politický myslitel, státovědec a historik.

## Život
Byl bratrem Condillaca. Vynikal hlubokou věrností svým zásadám. Raději odmítl své zvolení do Akademie věd, než aby pochleboval kardinálu Richelieu. Odmítavou odpověď dal i na pozvání, aby přednášel korunnímu princi

## Filozofie
Podobně jako Rousseau a Morelly, představuje i Mably demokratické křídlo francouzského osvícenství. Předložil rovnostářský program zmírnění majetkové nerovnosti. Uznával právo lidu na revoluci, pokud je lid přesvědčen, že se podřizuje nespravedlivým či nerozumným zákonům.
Mably se stal vzorem pro legislativu francouzské revoluce.

## Dílo
- Lettres à Madame la marquise de P… sur l'Opéra, 1741
- Observations sur les Grecs, 1749
- Observation sur les Romains, 1751
- Entretiens de Phocion sur le rapport de la morale et de la politique, 1763
- Observations sur l’histoire de France, 1765
- De l’étude de l’histoire, 1778
- Des droits et des devoirs des citoyens, 1789
- Abrégé des révolutions de l’ancien gouvernement français, 1800
- De la nécessité d’un culte public, 1801